# Divino de São Lourenço
Divino de São Lourenço är en kommun i Brasilien.   Den ligger i delstaten Espírito Santo, i den sydöstra delen av landet, 800 km sydost om huvudstaden Brasília. Antalet invånare är 4 515.
Omgivningarna runt Divino de São Lourenço är huvudsakligen savann. Runt Divino de São Lourenço är det ganska glesbefolkat, med 28 invånare per kvadratkilometer.